# Ludwig von Ysenburg-Philippseich

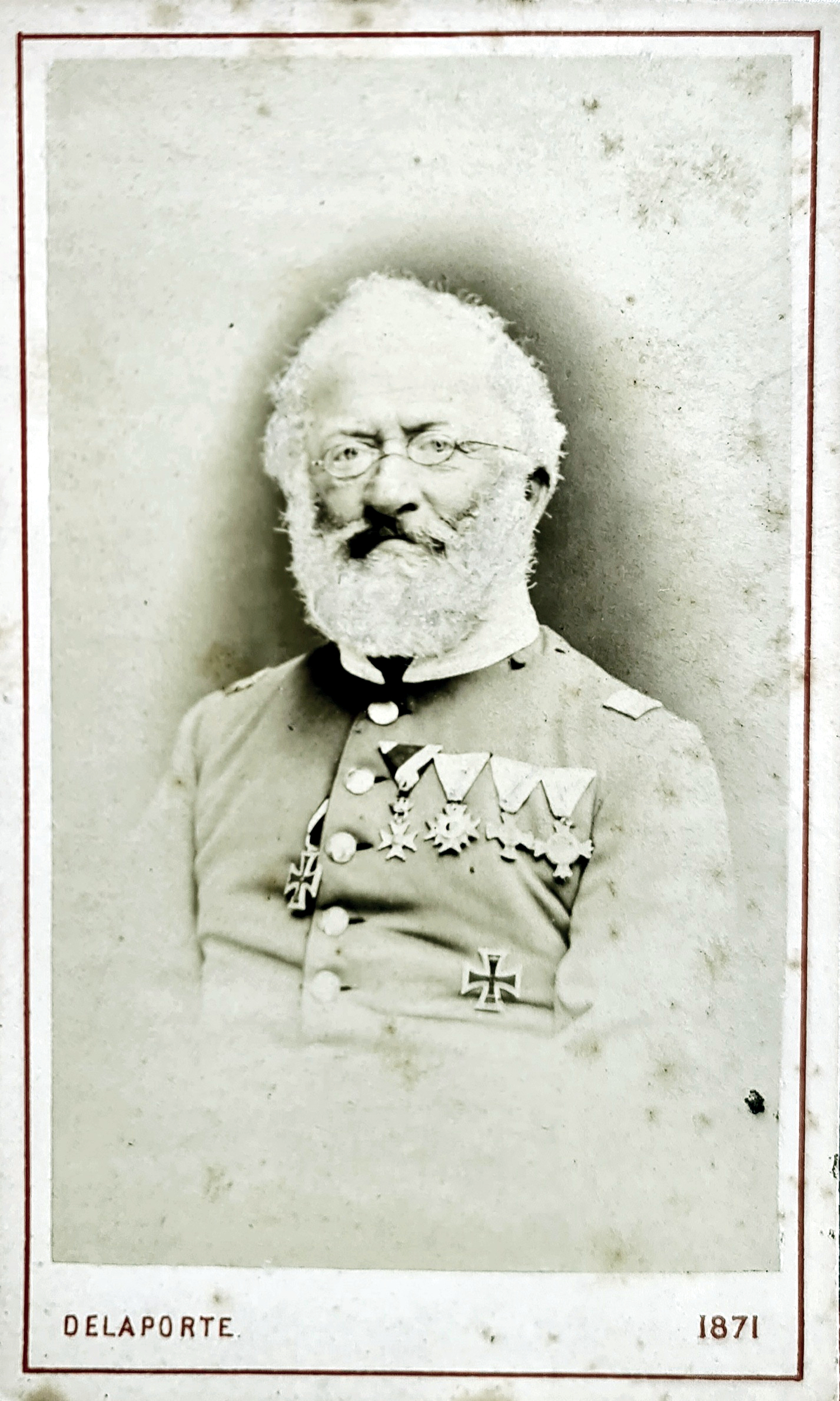
Ludwig von Ysenburg-Philippseich (1871)

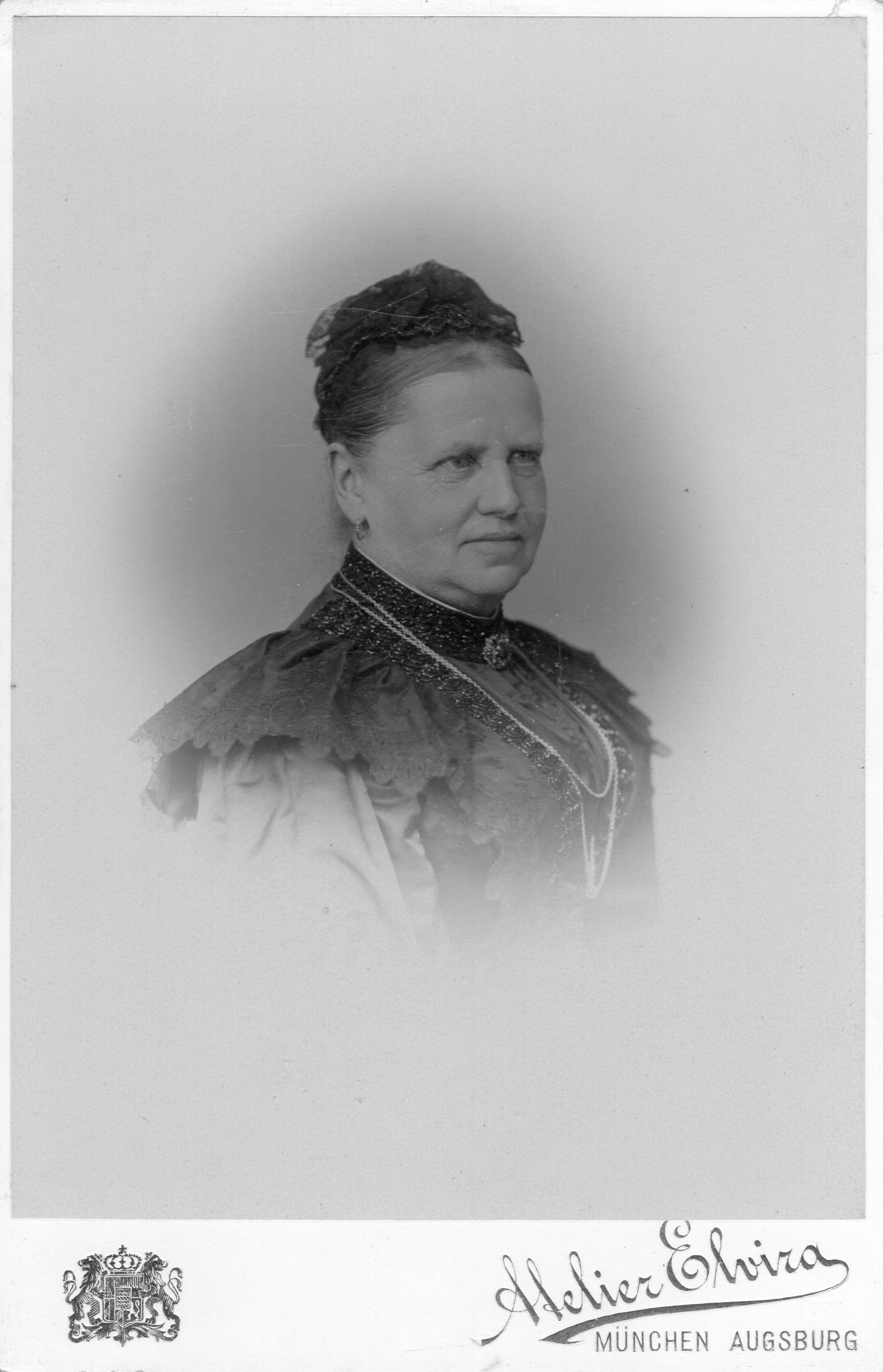
Friederike Gräfin von Ysenburg-Philippseich, die Ehefrau von Ludwig von Ysenburg-Philippseich, eine geborene Freiin von Könitz (ca. 1895)

Ludwig Graf von Ysenburg-Philippseich (* 7. Februar 1815 in München; † 3. Februar 1889 ebenda) war ein bayerischer Generalleutnant und Kommandant von München, sowie seit 1871 Ritter des Militär-Max-Joseph-Ordens. 

## Leben

### Familie
Ludwig Rudolf Georg Adolf Friedrich Alexander Graf von Ysenburg-Philippseich entstammte dem Geschlecht der Ysenburg-Philippseich, einer Nebenlinie der dynastischen Grafen von Isenburg. Sein Vater Wilhelm Christoph Graf von Ysenburg-Philippseich (1782–1860) starb als bayerischer General der Infanterie, seine Mutter Juliane Charlotte Dorothea (Julie) (1787–1863) war eine geborene von Normann. Ludwig war eines von sieben Kindern des Paares.

### Militärkarriere
Ysenburg-Philippseich trat 1826 als Zögling in das Kadettenkorps in München ein und wurde am 31. Juli 1834 zum Junker im 3. Infanterie-Regiment ernannt. Nach seiner Beförderung zum Unterleutnant am 28. Oktober 1835, wurde er von Januar 1840 bis Februar 1844 zum Topographischen Büro des Generalquartiermeisterstabes versetzt und am 29. Mai 1846 zum Oberleutnant im Infanterie-Leibregiment ernannt. Am 9. Oktober 1849 erfolgte seine Beförderung zum Hauptmann II. Klasse im 11. Infanterie-Regiment, am 31. März 1855 die zum Hauptmann I. Klasse und am 9. Mai 1859 seine Beförderung zum Major im 1. Infanterie-Regiment.
Als Major nahm Ysenburg-Philippseich 1866 am Feldzug gegen Preußen teil. Er kämpfte in den Gefechten bei Kissingen (10. Juli 1866) und Helmstadt (25. Juli 1866). Am 17. August 1866 wurde er zum Oberstleutnant in seinem Regiment befördert und mit Armeebefehl vom 20. August 1866 wegen seines tapferen Verhaltens vor dem Feind belobt. Für seine Verdienste erhielt er am 9. September 1866 das Ritterkreuz I. Klasse des Militärverdienstordens.
Am 1. Februar 1870 zum Oberst im 13. Infanterie-Regiment befördert, machte Ysenburg-Philippseich mit diesem Verband, das zum I. Armee-Korps gehörte, 1870/71 den Feldzug gegen Frankreich mit. Er kämpfte in den Schlachten bei Beaumont (30. August 1870) und Sedan (1. September 1870), wurde im Armeebefehl von 1. November 1870 belobend erwähnt und mit dem Eisernen Kreuz II. Klasse ausgezeichnet. Ein zu Grosbois am 3. Februar 1871 unter dem Vorsitz von Generalleutnant Joseph Maximilian von Maillinger abgehaltenes Ordenskapitel des Militär-Max-Joseph-Ordens sprach sich einstimmig für die Aufnahme Ysenburg-Philippseich als Ritter in den Orden aus, die mit Allerhöchster Entschließung vom 13. Februar 1871, zur Belohnung für sein tapferes Verhalten während der Schlacht bei Coulmiers (9. November 1870), geschah. Am 3. Mai 1871 erhielt er auch die Erlaubnis zur Annahme und zum Tragen des ihm verliehenen Eisernen Kreuzes I. Klasse.
Mit Wirksamkeit vom 1. Mai 1873 erfolgte am 24. April 1873 Ysenburg-Philippseichs Beförderung zum Generalmajor als Kommandeur der 2. Infanterie-Brigade und am 4. Dezember 1874 seine Ernennung zum Kommandanten der Haupt- und Residenzstadt München. Am 1. Dezember 1878 wurde er als Generalleutnant charakterisiert und am 2. November 1880 mit Genehmigung seines Abschiedsgesuches, unter Verleihung des Prädikats Exzellenz, mit Pension zur Disposition gestellt.
Ludwig von Ysenburg-Philippseich starb am 3. Februar 1889, im Alter von 73 Jahren, in München.

### Ehe und Nachkommen
Ludwig Graf von Ysenburg-Philippseich heiratete 1850 Friederike Mathilde Therese Eleonore Freiin von Könitz (1832–1903), Tochter von Christian Friedrich Wilhelm Karl Alexander Freiherr von Könitz (1790–1859) und Henriette von Kerstorf (1807–1854), sowie Schwester von Albert von Könitz. Sie hinterließen drei Kinder, zwei Töchter und einen Sohn. Wilhelm Graf von Ysenburg-Philippseich (1856–1900), der einzige Sohn, wurde bayerischer Kämmerer und war verheiratet mit Adele Keller von Schleitheim (1868–1944). 